# Мёльстед, Кристиан
Кристиан Мёльстед (дат. Christian Mølsted; 15 октября 1862, Драгёр — 10 мая 1930, там же) — датский художник-маринист, более всего известный своими картинами, изображавшими сражение в бухте Кёге (1710) и сражение при Гельмголанде (1864).
Родился в семье рыбака. При поддержке родственников в 1879 году окончил в Копенгагене техническую школу-интернат. Летом того же года совершил на фрегате «Ютландия» путешествие в Англию, на Мадейру и в Санкт-Петербург, в октябре 1880 года поступил в Датскую королевскую академию изящных искусств, где его преподавателями были многие известные датские художники того времени. В период обучения предпринял учебные поездки в Париж (1880) и Лондон (1882), где изучал современное искусство. В январе 1885 года окончил академию с дипломом в области живописи.
Первые работы Мёльстеда были представлены публике в декабре 1884 года, затем он регулярно участвовал в весенних выставках. Более всего известен как маринист, сюжетами его картин чаще всего становились морские сражения с участием датского флота у берегов Ютландии или Копенгагена. Был известен скрупулёзным подходом к даже незначительным историческим деталям; в его работе по сбору исторических сведений о битвах и технических аспектах кораблей ему помогал краевед из Драгёра Отто Дорге. В последние годы жизни писал также жанровые полотна. В октябре 1891 года женился, в браке имел трёх дочерей. С 1904 года и до конца жизни возглавлял Национальное общество искусства. Скончался в родном городе, где прожил всю жизнь после завершения обучения, похоронен на местном кладбище. В его художественной мастерской с 1974 года устроен музей.